# Liste der geschützten Landschaftsbestandteile in Großrosseln
Die Liste der geschützten Landschaftsbestandteile in Großrosseln nennt die geschützten Landschaftsbestandteile in Großrosseln im Regionalverband Saarbrücken im Saarland. Geschützte Landschaftsbestandteile sind Elemente aus der Natur und Landschaft, die zur Erhaltung, Wiederherstellung und Entwicklung unter Schutz gestellt werden. Weitere Bedeutung haben sie als Habitate für bestimmte wild lebende Tier- und Pflanzenarten.

## Liste
| Bild | Bezeichnung                 | Ort            | Beschreibung                                  | Fläche (ha) | Koord.                          | Kennung alte Kennung           |
| ---- | --------------------------- | -------------- | --------------------------------------------- | ----------- | ------------------------------- | ------------------------------ |
|      | Ziegelweiher Dorf im Warndt | Dorf im Warndt | Feuchtgebiet / Teich                          | 3,6         | 49° 11′ 48,5″ N, 6° 48′ 45″ O   | GLB-078-RVS-GRO D 5.09.7 GLB   |
|      | Spitteler Tal Karlsbrunn    | Karlsbrunn     | Wald                                          | 1,3         | 49° 10′ 23,2″ N, 6° 48′ 9″ O    | GLB-079-RVS-GRO D 5.09.8 GLB   |
|      | Baumreihe beim Birkenhof    | Naßweiler      | Baumreihe / Allee                             | 0,25        | 49° 9′ 52,2″ N, 6° 49′ 59,5″ O  | GLB-080-RVS-GRO D 5.09.9 GLB   |
|      | Gebüschgruppe am Großgraben | Naßweiler      | Gehölzbestand                                 | 0,9         | 49° 9′ 54″ N, 6° 50′ 19″ O      | GLB-081-RVS-GRO D 5.09.10 GLB  |
|      | Hohlweg bei Karlsbrunn      | Karlsbrunn     | Kerbtälchen mit charakteristischer Vegetation | 0,3         | 49° 10′ 16,3″ N, 6° 48′ 27,7″ O | GLB-082-RVS-GRO D 5.09.11 GLB  |
|      | 1 Stieleiche, 1 Linde       | Großrosseln    | um das Jagdschloss Karlsbrunn                 |             | 49° 10′ 28,6″ N, 6° 48′ 38,5″ O | GLB-180-RVS-GRO D 5.01.006 GLB |